# Hans Meng
Hans Meng (* 11. Februar 1884 in Chur; † 10. März 1976 in Celerina/Schlarigna, reformiert, heimatberechtigt in St. Peter) war ein Schweizer Politiker (FDP/SP).

## Leben
Hans Meng kam am 11. Februar 1884 in Chur als Sohn des Knechts und Auswanderers in die USA Johann Meng und der Ursula geborene Meuli zur Welt. Nach abgelegter Matura an der Kantonsschule Chur war er zunächst von 1901 bis 1918 als Postbeamter in Chur und Basel eingesetzt. Dazu fungierte er als Postdienstchef in St. Moritz. In der Folge war Hans Meng bis 1921 als Posthalter in Malans, anschliessend bis zu seiner Pensionierung 1949 in selber Funktion in Celerina/Schlarigna tätig.
Hans Meng war mit Georgine, der Tochter des Churer Lehrers Richard Domeni, verheiratet. Er verstarb am 10. März 1976 einen Monat nach Vollendung seines 92. Lebensjahres in Celerina/Schlarigna.

## Politischer Werdegang
Die politische Karriere Hans Mengs, des Mitglieds der Freisinnigen Partei, begann 1917 mit seiner Wahl in den Bündner Grossrat, in dem er den Kreis Oberengadin vertrat und dem er bis 1919 angehörte. Im Jahr 1918 trat er im Zusammenhang mit der Bündner Steuervorlage, die er als Vertreter der Fixbesoldeten ablehnte, zur Sozialdemokratischen Partei über. 1919 sprach er sich gegen einen Beitritt seiner Partei zur 3. Internationalen aus. Im selben Jahr wurde Meng überraschend als erster Bündner Sozialdemokrat in den Nationalrat gewählt, bevor er 1922 nach dem Verbot der Einsitznahme von Bundesbeamten sich für den Weiterverbleib in seinem Beruf entschied  und seinen Rückzug aus der Parteipolitik bekanntgab.
Danach amtierte Hans Meng noch als Gemeinderat in Celerina/Schlarigna.